# Pecz
Pecz (węg. Pécs [peːʧ], łac. Quinque Ecclesiae, niem. Fünfkirchen, cz. Pětikostelí, serb. Pečuj, Печуј, tur. Peçuy, chorw. Pečuh; dawne pol. Pięciokościoły) – miasto w południowych Węgrzech. Piąte co do wielkości miasto Węgier (145 347 mieszkańców, powierzchnia 162,61 km² w I 2016). Leży na południowych zboczach gór Mecsek w Kraju Zadunajskim. Siedziba władz komitatu Baranya. 

## Gospodarka
Do niedawna ośrodek przemysłu górniczego (kopalnie węgla kamiennego i uranu), obecnie ważny ośrodek akademicki i usługowy położony w okręgu rolniczym w pobliżu rejonu winiarskiego Villány. Ponadto w mieście rozwinął się przemysł maszynowy, elektroniczny, chemiczny, włókienniczy, porcelanowy, meblarski oraz spożywczy.

## Etymologia nazwy Pécs
Popularne, choć błędne są próby wyprowadzenia nazwy miasta z jakiegokolwiek współczesnego języka, np. ze słoweńskiego bądź chorwackiego (dialekt kajkawski). W słoweńskim peča to ‘pieczara’, w chorwackim peč to ‘piec’ lub ‘samotna skała’. Odnoszenie tych słów do nazwy węgierskiego miasta jest jednak błędne zarówno fonetycznie, jak i z punktu widzenia historii języka słowiańskiego na terenie Panonii.
Dialekty słowiańskie używane na terenie Panonii przed przybyciem tam przodków Węgrów w znacznej mierze utraciły nazalizację samogłosek, toteż *penč – ‘pięć’ zostało oddane w węgierskim przez nienosowe e długie (gdzie długość świadczy o śladowo jeszcze artykułowanym przez Słowian elemencie nazalnym; notabene, dotychczasowa etymologia wywodząca wyraz węgierski od słow. piec nie tylko nie objaśnia różnicy w iloczasie, ale kwestię tę w ogóle pomija milczeniem, a nie jest to jedyna niezgodność fonetyczna w tej popularnej etymologii). Tym samym nazwa węgierska Pécs <słow. *penč – 'pięć'> odpowiada nazwom z liczebnikiem pięć, tyle że pominięty jest człon kościół.

## Historia

### Starożytne rzymskie i wczesnośredniowieczne miasto
Najstarsze znaleziska archeologiczne na tym terenie liczą 6 tysięcy lat. Przed Rzymianami w tej okolicy mieszkali Ilirowie i Celtowie.
Rzymianie w II w. założyli miasto Sopianae. Kraj Zadunajski był wówczas prowincją Cesarstwa Rzymskiego o nazwie Panonia. Nazwa mogła pochodzić od liczby mnogiej celtyckiego słowa „sop”, oznaczającego moczary. Centrum Sopianae było tam, gdzie teraz stoi Pałac Poczty (Postapalota). Niektóre części rzymskiego wodociągu można oglądać po dziś dzień. Kiedy Panonię podzielono na cztery części, Sopianae stała się stolicą dzielnicy o nazwie Valeria.
W pierwszej połowie IV w. rozpowszechniło się chrześcijaństwo. W tym okresie w mieście powstawały pierwsze chrześcijańskie cmentarze, w miejscu obecnej katedry.
Pod koniec wieku w wyniku najazdów barbarzyńskich i podbojów Hunów władza rzymska na tym terenie słabła. Kiedy przybyły oddziały Karola Wielkiego, miasto zamieszkiwali już Awarowie i Słowianie. Karol Wielki przyłączył terytorium do Cesarstwa Franków.
We wczesnym średniowieczu miasto należało do biskupstwa salzburskiego. Po raz pierwszy wspomniane zostało w salzburskim dokumencie z 871 roku pod nazwą Quinque Basilicae (‘pięć katedr’). Nazwa wskazuje na to, że do budowy kościołów w mieście wykorzystano kamienie pięciu starochrześcijańskich kaplic.

### Miasto w średniowieczu
Po założeniu państwa przez Węgrów nie Pecz, ale pobliski Baranyavár stał się centrum nowo założonego komitatu Baranya, Pecz natomiast był ważnym centrum kościelnym, siedzibą biskupstwa. Łacińskojęzyczne dokumenty wspominają miasto pod nazwą Quinque Ecclesiae (‘pięć kościołów’). Król Stefan I Święty w 1009 roku założył w Peczu biskupstwo.
Król węgierski Piotr Orseolo kazał wybudować w Peczu katedrę, która stała się również miejscem jego pochówku. W 1064 roku król Salomon tutaj świętował Wielkanoc po tym, jak pogodził się ze swoim bratem stryjecznym, późniejszym królem Gejzą I. Następnego dnia katedra spłonęła. Następnie wybudowana katedra istnieje do dziś.
W dokumentach miasto jest wspomniane pod nazwą Pecz po raz pierwszy w 1235 roku, w pewnych zapiskach pojawia się wyraz Pechyut (węg. „pécsi út”, a więc 'droga prowadząca do Peczu’). W mieście osiedliło się kilka zakonów, jako pierwsi benedyktyni w 1076 roku. W 1181 roku w mieście był już szpital. Pierwszy dominikański klasztor powstał w Peczu w 1238 roku. Ludwik Wielki za radą podkanclerzego, biskupa Peczu Vilmosa, założył w Peczu w 1367 roku uniwersytet. Był to pierwszy uniwersytet na Węgrzech. Wydany przez papieża Urbana V dokument założycielski w dużej mierze przypomina dokument założycielski uniwersytetu w Wiedniu; stwierdza, że z wyjątkiem teologii uniwersytet ma prawo do wykładania wszystkich nauk. W 1459 roku biskupem Peczu został Janus Pannonius (1434–1472), przedstawiciel węgierskiego humanizmu; on dalej umacniał kulturalny charakter miasta.

### Pecz w czasach panowania tureckiego
Po bitwie pod Mohaczem (1526) wojska Sulejmana Wspaniałego obrabowały Pecz, wyrżnęły mieszkańców i podpaliły miasto. Kraj był podzielony w kwestii, kto powinien zostać królem Węgier. Miasto Pecz popierało Ferdynanda Habsburga, natomiast pozostała część komitatu Baranya Jana Zápolyę. Latem 1527 r. Ferdynand pokonał wojska Zápolyi, a 3 listopada został koronowany na króla Węgier. Ferdynand wynagrodził miasto za wierność, zwolnił od podatków i tym samym otworzył możliwość odbudowy i wzmocnienia miasta.
W 1529 roku Turcy ponownie zajęli Pecz i wyruszyli na Wiedeń. Turcy zmusili miasto, aby uznało ich sojusznika Zápolyę za króla. Zápolya zmarł w 1540 roku. W 1541 roku Turcy podstępem zajęli Budę, nakazali Izabeli, wdowie po Zápolyi, żeby oddała im Pecz, który miał znaczenie strategiczne. Mieszkańcy Peczu postanowili stawić opór, z sukcesem obronili miasto i przysięgli wierność Ferdynandowi, który z początku wspomagał miasto. Później jednak, na wniosek swoich doradców, zmienił zdanie i skupił się raczej na wsparciu Székesfehérváru i Ostrzyhomia (Esztergom). Mieszkańcy Peczu zdawali sobie sprawę, że bez pomocy Ferdynanda nie zdołają utrzymać miasta, dlatego w czerwcu 1543 r. dobrowolnie otworzyli bramy wojsku tureckiemu. Po zajęciu Peczu Turcy umocnili je i zamienili w prawdziwe wschodnie miasto. Kościoły przekształcono w meczety, budowano tureckie łaźnie i minarety, zakładano szkoły koraniczne, a rynek zamieniono na bazar. Muzułmańscy dostojnicy kierowali miastem zgodnie z zasadami szariatu. Pecz przez z górą wiek był wyspą pokoju w ogarniętym wojną świecie.

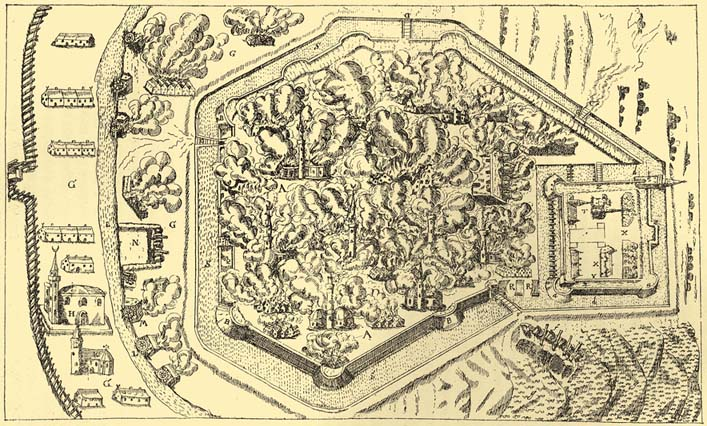
Oblężeniu Peczu w 1664 r.

W 1664 r. do Peczu dotarły wojska Mikołaja Zrińskiego, Chorwackiego bana walczącego z Turkami. Zriński wiedział, że nawet jeśli zajmie miasto, nie będzie mógł go utrzymać, ponieważ znalazł się w głębi tureckiego terytorium. Obrabował i podpalił miasto, zamku jednak nie udało mu się zdobyć. Tym samym średniowieczny Pecz został zniszczony na wieki.
Po uporaniu się w 1685 r. przez cesarza Leopolda I Habsburga z Emerykiem Thökölym wojska zawiązanej w 1684 r. Ligi Świętej zaczęły powoli wypierać Osmanów z Węgier. Po wyzwoleniu Budy (1686) wojska Ligi wyruszyły wyzwolić Pecz. Straż przednia wkroczyła do miasta i ograbiła je. Turcy widzieli, że nie będą mogli utrzymać miasta, więc podpalili je i schronili się w zamku. 14 października wojsko Ludwika Badeńskiego zajęło miasto i zburzyło prowadzący do zamku wodociąg. Turcy nie mieli innego wyboru, 22 października musieli poddać zamek.
W mieście powołano trybunał wojenny pod zwierzchnictwem komendanta Karla von Thüngena. Dwór w Wiedniu najpierw chciał zniszczyć miasto, ale potem zdecydował utrzymać je, żeby równoważyło wpływ pozostającego wciąż w rękach tureckich Szigetváru. Miasto ponownie zaczęło się rozwijać, rozwój spowolniły tylko dwie epidemie dżumy w latach 90. XVII w.
W 1688 roku przybyli niemieccy osiedleńcy. W nadchodzących czasach tylko jedną czwartą ludności Peczu stanowili Węgrzy, a pozostałą część Niemcy i Słowianie południowi. Ponieważ Węgrzy byli mniejszością, Pecz nie wsparł powstania Rakoczego. Z tego powodu wojska Franciszka II Rakoczego w 1704 roku ograbiły miasto.

### Pecz w okresie nowożytnym

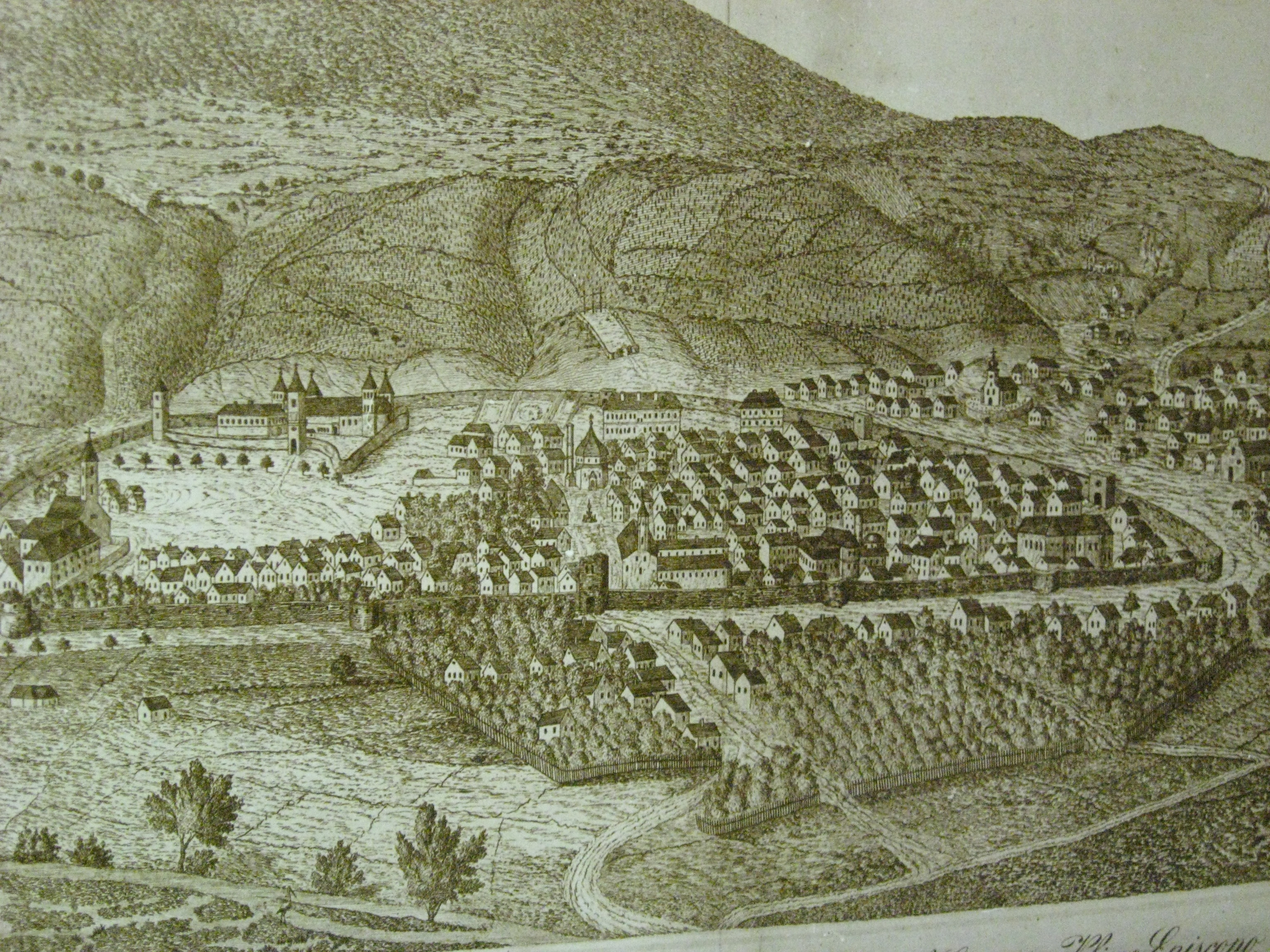
Pecz w XVIII w.

Po 1710 roku rozpoczął się spokojniejszy okres. Rozwijał się przemysł, powstawały cechy rzemieślnicze, wybudowano nowy ratusz, rozkwitał handel i uprawa winorośli. Miasto chciało się wyswobodzić spod zwierzchnictwa lennego biskupa Peczu i biskup György Klimó nawet zgodziłby się, ale zabroniła mu tego Stolica Apostolska. Klimó był światłym człowiekiem, założył w 1772 roku pierwszą drukarnię. Przyczynił się też do powstania pierwszej publicznej biblioteki w kraju, której przekazano ok. 3 tysięcy książek z biblioteki biskupiej. Maria Teresa uczyniła zadość prośbie mieszkańców i w 1777 roku, kiedy biskup Klimó zmarł, wyniosła Pecz do rangi wolnego miasta królewskiego, jeszcze zanim powołano nowego biskupa.

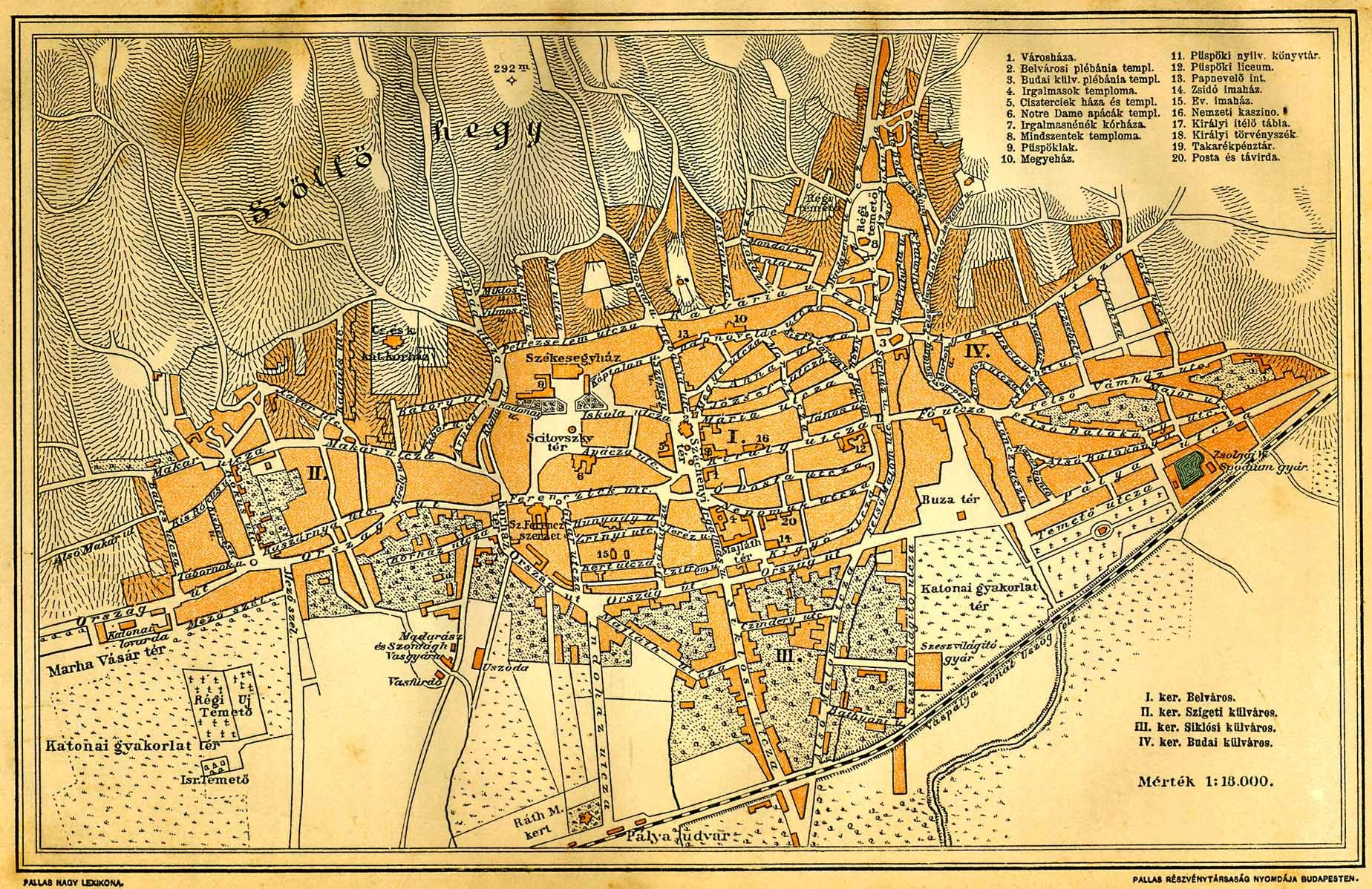
Pecz w XIX w.

Według pierwszego spisu ludności, zarządzonego przez Józefa II, w 1787 roku w mieście stały 1474 domy, w których mieszkały 1834 rodziny. W sumie miasto miało 8853 mieszkańców, w tym 133 księży i 117 przedstawicieli szlachty. W 1785 roku do Peczu przeniesiono z Győr akademię, która z czasem przekształciła się w akademię prawniczą. W 1839 roku wybudowano pierwszy w mieście stały murowany teatr. W latach 1848–1849, w czasie rewolucji węgierskiej, Pecz przez krótki czas okupowało wojsko chorwackie. W styczniu 1849 roku Pecz zajęły oddziały habsburskie. Po 1848 roku w Peczu żyło 1739 robotników przemysłowych, niektóre z manufaktur były znane w całym kraju. Fabryka wyrobów żelaznych i fabryka papieru należały do najnowocześniejszych w tym czasie, powstały również cukrownia, garbarnia skór, fabryka wyrobów tytoniowych i browar. Wtedy też założono słynną fabrykę porcelany Zsolnaya (Zsolnay Keménycserép Manufaktúrát, 1852). Znaczące było górnictwo. Miasto miało już 14 616 mieszkańców. Po ugodzie węgiersko-austriackiej w 1867 r. Pecz szybko się rozwijał, jak większość miast w kraju. Od 1859 kolej łączyła Pecz z Mohaczem, od 1867 roku – z pobliskim Barcs, a po 1882 także z Budapesztem. Linie kolejowe jeszcze bardziej przyczyniły się do rozwoju miasta.

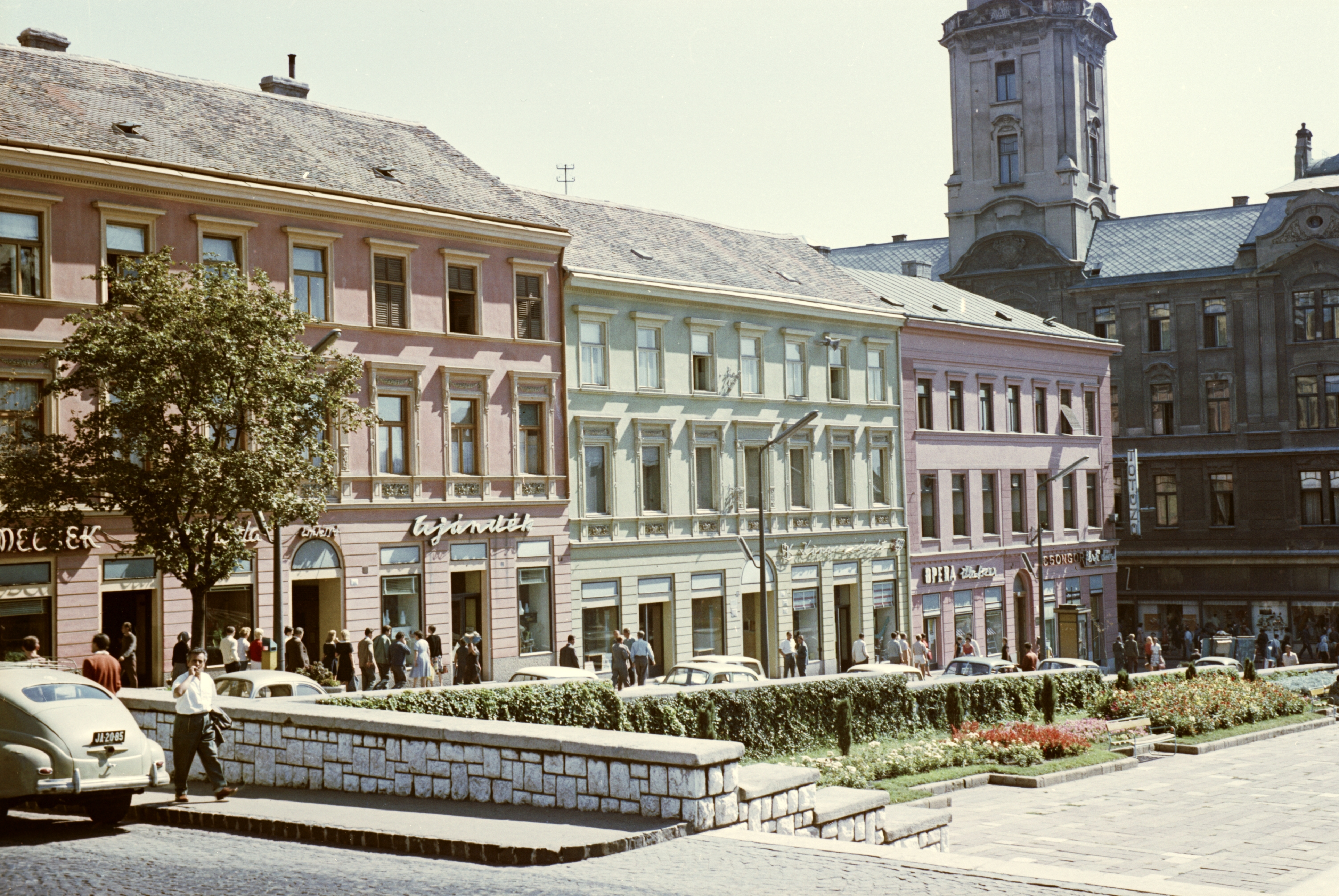
Pecz w 1960 r.

Podczas I wojny światowej Baranya zajęły oddziały serbskie i do 1921 roku nie było pewne, czy miasto pozostanie częścią Węgier. Do Peczu przeniesiono uniwersytet z Pozsony (Bratysławy). Podczas II wojny światowej Pecz poniósł tylko nieznaczne straty, pomimo że w odległości 20–25 km, w okolicy Villány, kiedy Armia Czerwona zmierzała w kierunku Austrii, rozegrała się duża bitwa z użyciem czołgów.
Po wojnie nastąpił ponowny rozwój, miasto rozrastało się, wchłaniając większość sąsiednich małych osiedli. W latach 80. XX w. miało już 180 tysięcy mieszkańców.
Po zmianie ustroju w 1990 roku nastąpiło załamanie gospodarcze – zakłady nie były w stanie sprostać nowym wymaganiom, większość została zamknięta, wzrosło bezrobocie. W latach 90. XX w. bliskość wojny w Jugosławii mocno dotknęła miasto, ograniczając m.in. turystykę.
W 2010 roku Pecz był Europejską Stolicą Kultury, wspólnie z Essen i Stambułem. Po otrzymaniu tego tytułu w mieście rozpoczęto odnawianie ulic, placów, budynków i parków oraz budowę nowych centrów kulturalnych.

## Ludność

### Mniejszości narodowe
Miasto Pecz jest jednym z najbardziej znaczących centrów dla dwóch urzędowo uznanych na Węgrzech mniejszości narodowych: Niemców i Chorwatów.
W ostatnich kilku dziesięcioleciach, kiedy liczba ludności Peczu wykazywała tendencję spadkową (podobnie jak w całych Węgrzech), liczba mniejszości w niewielkim stopniu wzrastała. Liczba Niemców w 1980 roku wynosiła 996, w 1990 wzrosła do 1704. Liczba Chorwatów również nieznacznie się zwiększyła: w 1980 wynosiła 629, w 1990 roku 636, a w 2001 narodowość chorwacką podało 820 osób. Wynikało to głównie z przenoszenia się do miasta ludności z okolicznych wsi tradycyjnie niemiecko- i chorwackojęzycznych.
W Peczu działa szkoła z językiem wykładowym chorwackim, na poziomie podstawowym i gimnazjalnym. Zespoły muzyki i tańca „Baranya” i „Tanac” śpiewają m.in. chorwackie pieśni ludowe i już od dziesięcioleci regularnie zgłaszają się do nich nowi członkowie. August Senoa Club także pomaga zachować w mieście język chorwacki. W Peczu w każdą niedzielę odbywają się w języku chorwackim przedstawienia teatralne, nadawane są audycje radiowe, odprawia się katolickie nabożeństwa.

### Zmiany liczby ludności
| Rok      | Ludność | Uwagi |
| -------- | ------- | --- |
| 1620     | 5000    | |
| VII 1713 | 1713    | z powodu epidemii dżumy liczba ludności zmalała                                                                                           |
| 1784     | 8853    | 473 mieszczan, 285 chłopów, 1448 chłopów bezrolnych, 48 urzędników, 133 księży, 117 przedstawicieli szlachty, 141 mężczyzn innych zawodów |
| 1832     | 12 961  | 4841 Węgrów, 4026 Niemców, 4094 Chorwatów                                                                                                 |
| 1839     | 14 055  | 5332 Węgrów, 4432 Niemców, 4291 Chorwatów                                                                                                 |
| 1850     | 15 821  | |
| 1869     | 23 863  | 91% mieszkańców to katolicy, 6,8% Żydzi, 2% protestanci                                                                                   |
| 1930     | 74 446  | |
| 1941     | 78 568  | |
| 1949     | 79 031  | |
| 1960     | 114 655 | |
| 2001     | 158 942 | |
| 2011     | 157 721 | |

## Kultura

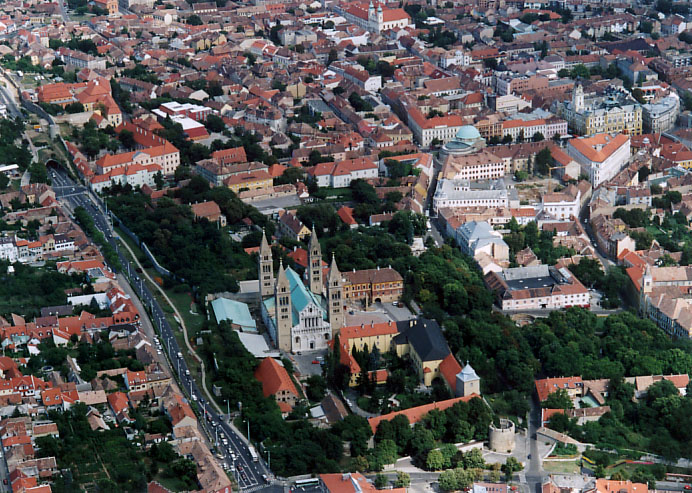
Pecz: Stare Miasto z lotu ptaka

W mieście znajdują się liczne zabytki, w tym meczety pozostałe po okupacji tureckiej (1543–1686). Pod budynkiem Katedry Świętych Apostołów Piotra i Pawła z 4 wieżami znajdują się wczesnochrześcijańskie katakumby z IV w n.e. Cmentarz wczesnochrześcijański w Peczu został wpisany na listę światowego dziedzictwa UNESCO w 2000 r.

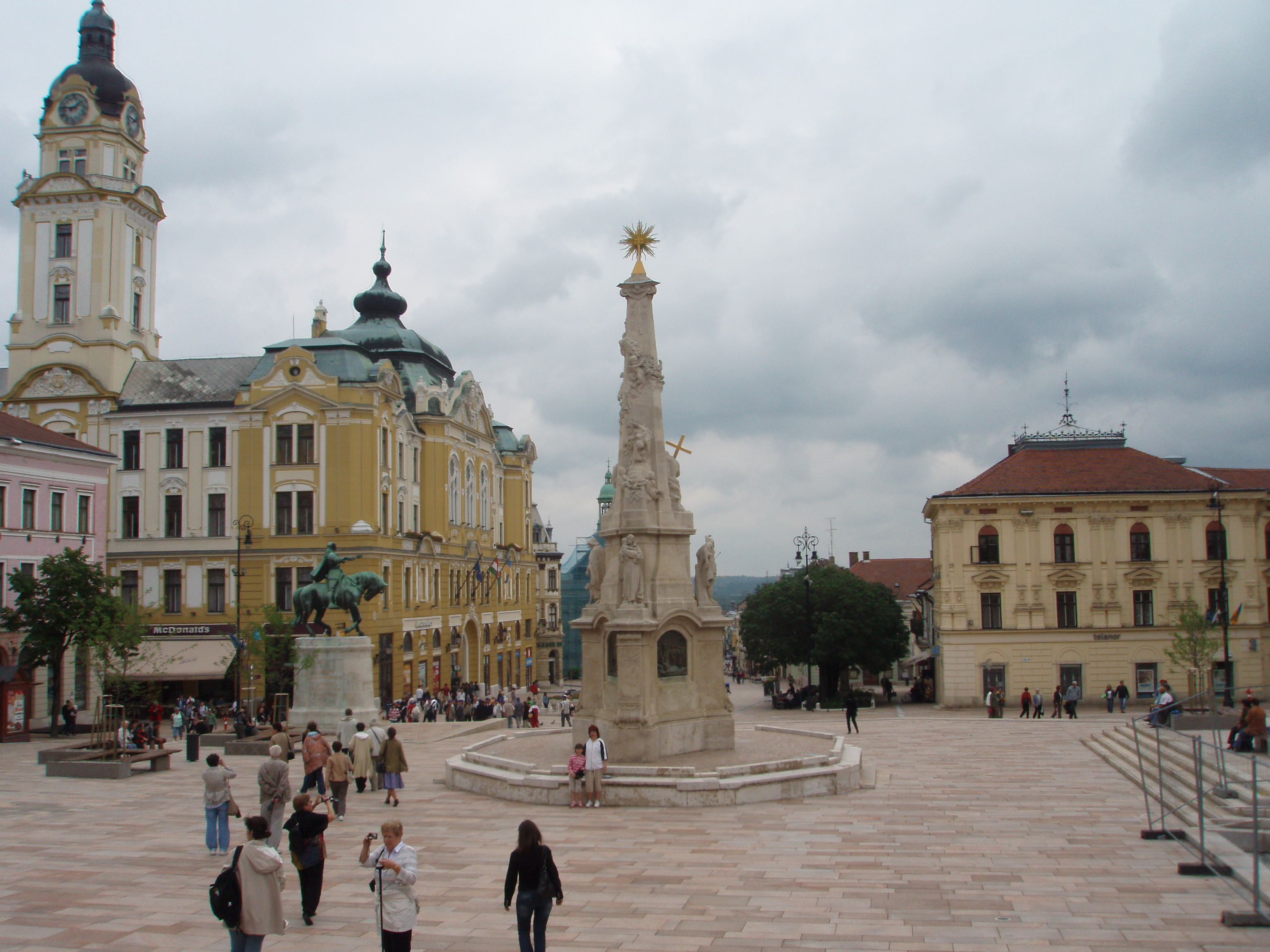
Plac Széchenyiego

Ponadto w Peczu mieszczą się liczne muzea, w tym muzeum przy fabryce porcelany Zsolnayów, założonej w 1853 roku.
Uniwersytet w Peczu to najstarszy uniwersytet na Węgrzech, ufundowany w 1367 r. przez Ludwika Węgierskiego. Tu również powstała pierwsza węgierska biblioteka publiczna (XVII w.). W mieście znajdują się również teatr narodowy, ogród zoologiczny i wieża telewizyjna.
Mieści się tu także gimnazjum im. Ludwika Wielkiego, w Polsce znanego jako Ludwik Węgierski. Od 1994 roku działa tu Gandhi Gimnázium pierwsza  szkoła średnia dla dzieci romskich. 

### Kościoły, obiekty religijne
- Cella Septichora (IV wiek)
- Cella Trichora (IV wiek)
- Meczet Ferhada paszy
- Meczet Gazi Kasima paszy
- Türbe Idrisa Baby
- Meczet Jakovali Hasana

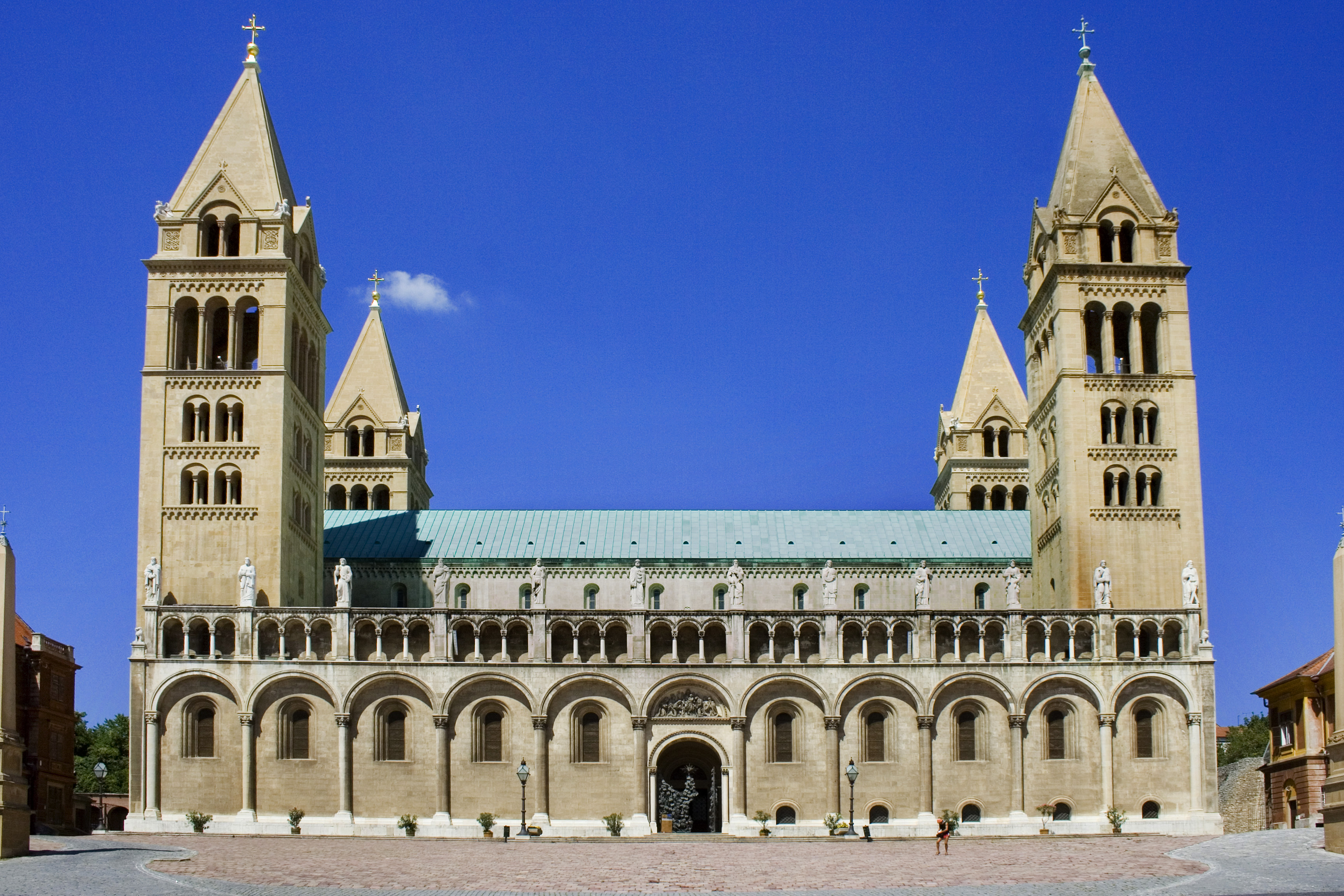
Katedra Świętych Apostołów Piotra i Pawła

- Starochrześcijańskie katakumby – ogłoszone w 2000 przez UNESCO częścią światowego dziedzictwa[6]
- Kościół paulinów w Peczu
- Katedra Świętych Apostołów Piotra i Pawła
- Synagoga w Peczu – zbudowana w 1869
- Pałac biskupi
- Ruiny w Tettye
- Kościół świętego Augusta
- Cerkiew Świętych Andronika i Junii (Serbski Kościół Prawosławny)[7]

### Inne atrakcje turystyczne

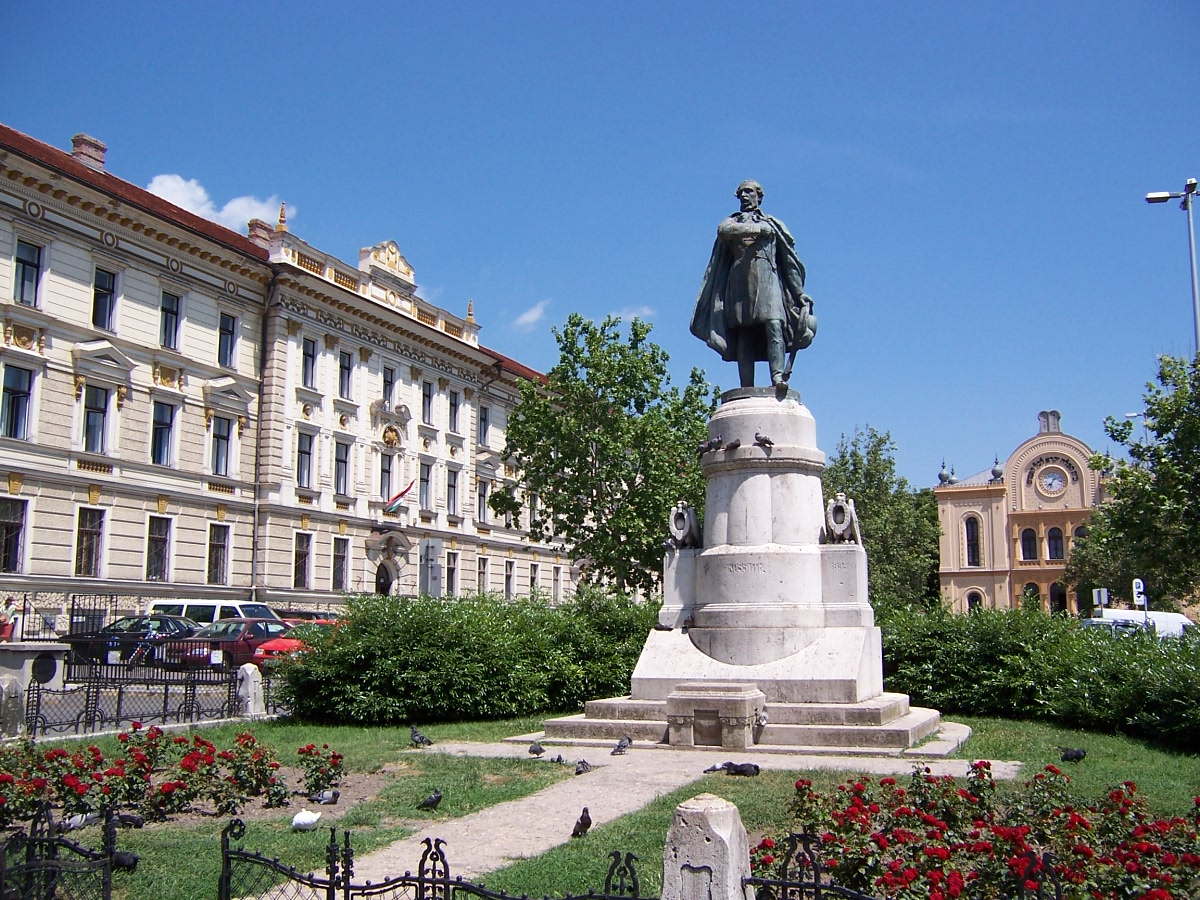
Pomnik Lajosa Kossutha na placu Kossutha

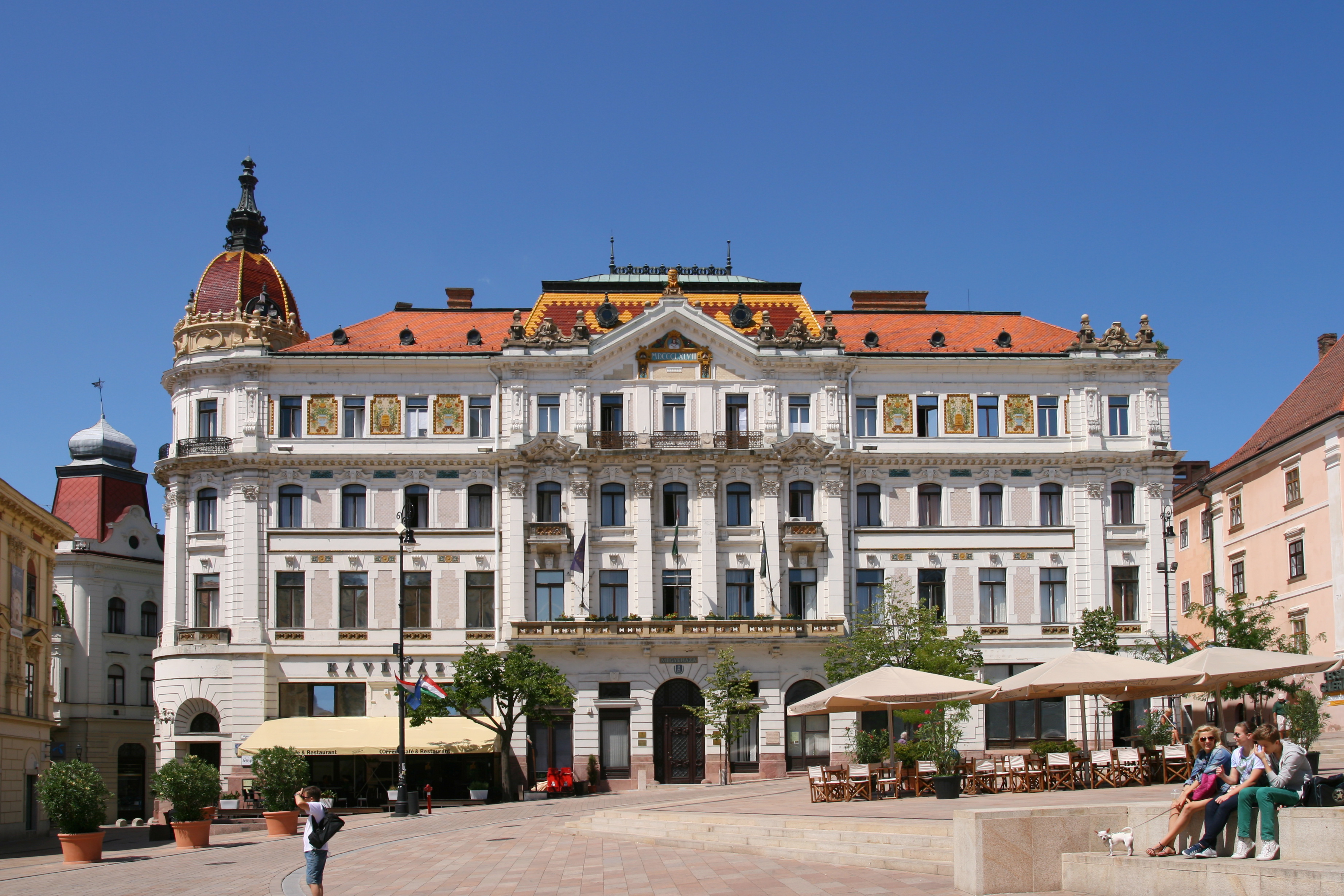
Siedziba władz komitatu Baranya

- Ogród zoologiczny
- Ulica Királya
- Barbakan
- Dom Csukása
- Willa Lakitsa
- Dom Lenaua
- Plac Kossutha w Peczu
- Wieżowiec
- Łaźnia Memi paszy
- Wieża telewizyjna
- Ściana kłódek
- Plac Széchenyiego
- Plac Świętego Stefana
- Willa Vasváryego
- Fontanna Zsolnaya
- Mury miejskie

## Sport
W Peczu mają siedzibę kluby piłkarskie Pécsi Mecsek FC i Pécsi Vasutas SK.

## Miasta partnerskie
- Arad, Rumunia
- Kluż-Napoka, Rumunia
- Fellbach, Niemcy
- Graz, Austria
- Kraków, Polska
- Kütahya, Turcja
- Lahti, Finlandia
- Lyon, Francja
- Ołomuniec, Czechy
- Osijek, Chorwacja
- Seattle, Stany Zjednoczone
- Sliwen, Bułgaria
- Terracina, Włochy
- Tucson, Stany Zjednoczone
- Tuzla, Bośnia i Hercegowina